# Höllbachgspreng

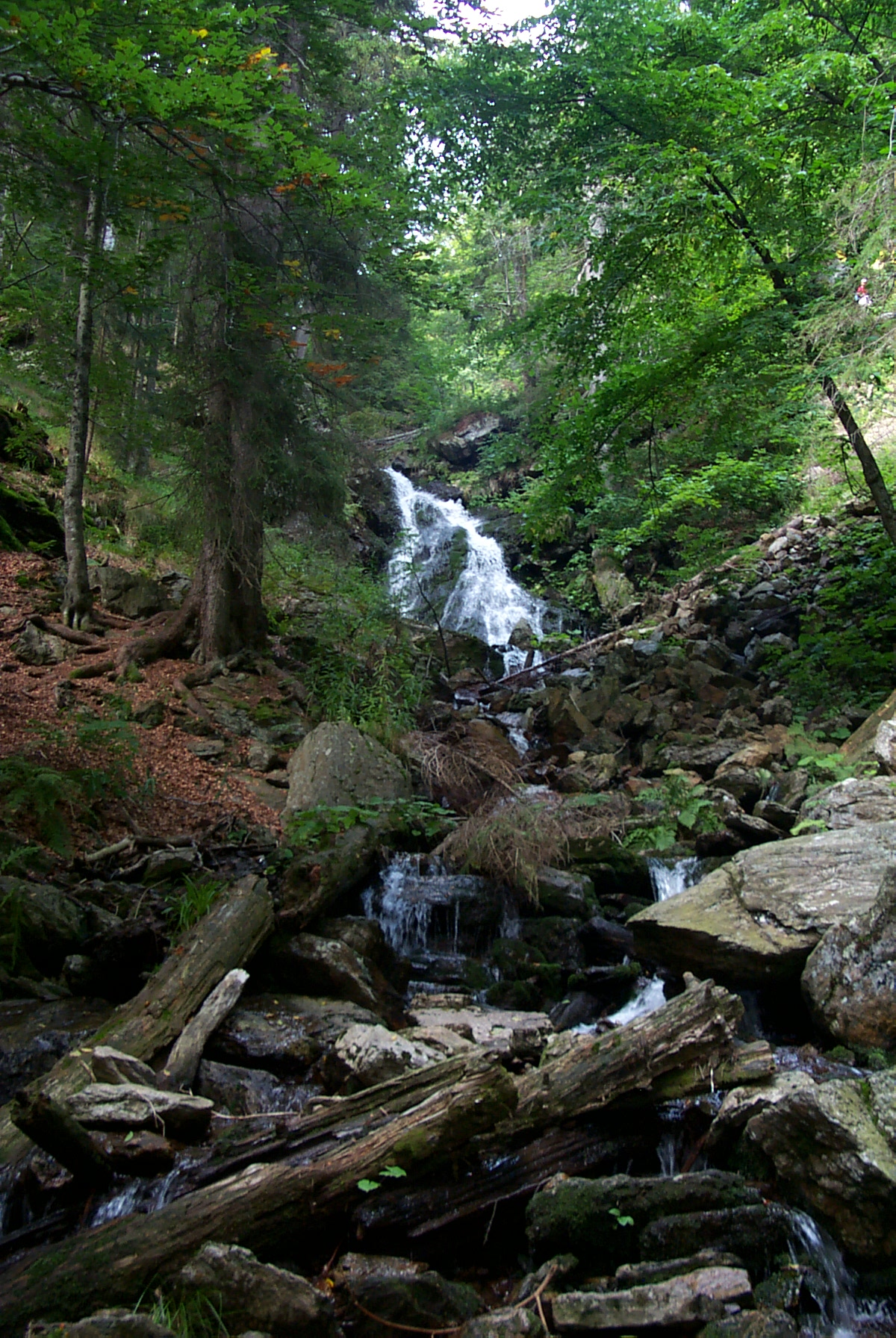
Wasserfall im Höllbachgspreng.

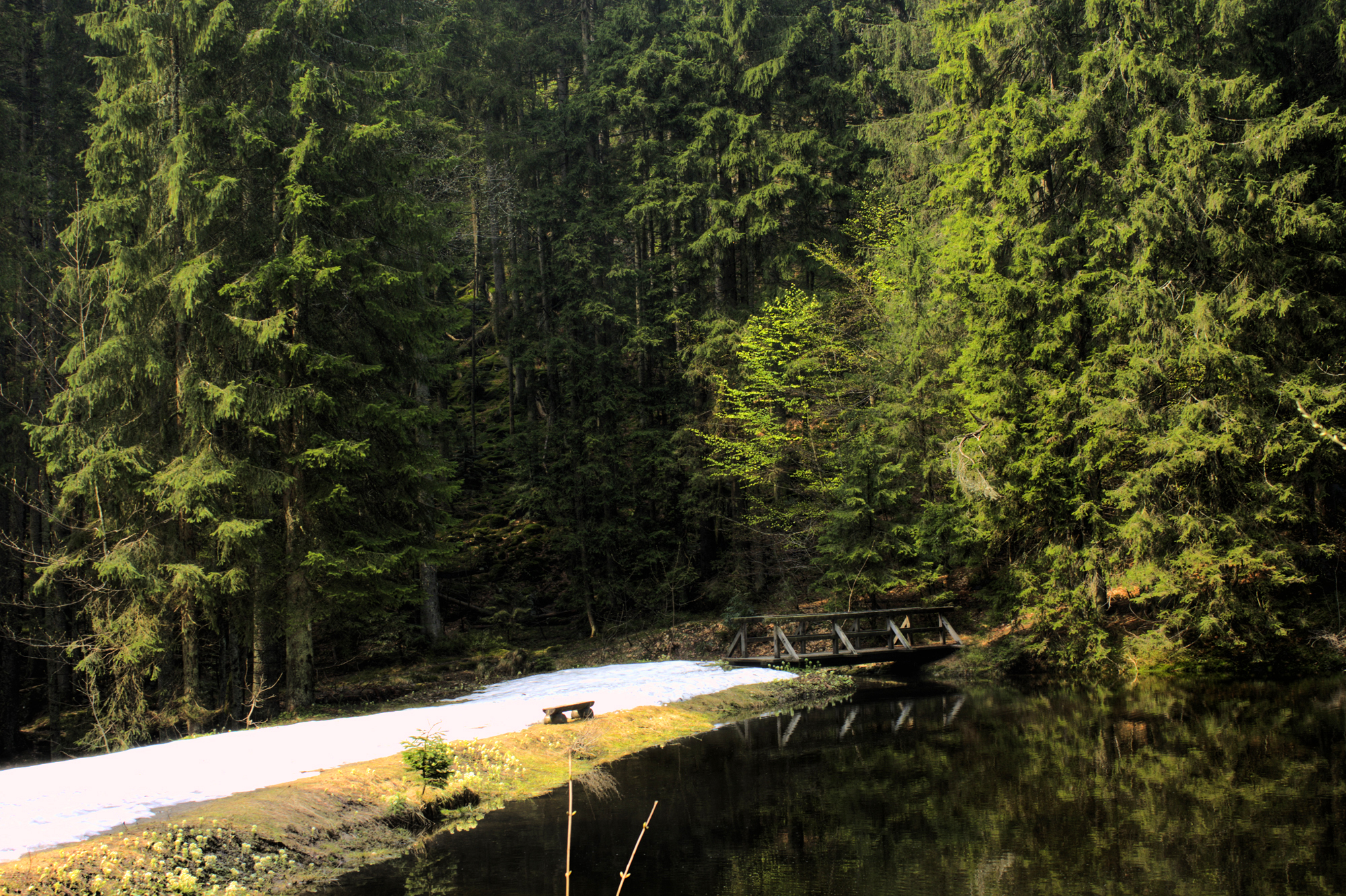
Die Höllbachschwelle

Das Höllbachgspreng ist ein bewaldetes Felsmassiv unterhalb des Großen Falkensteins in der Nähe von Lindberg im Bayerischen Wald unweit der Grenze zu Tschechien.

## Geologie
Die Geländemulde mit extrem steilen Rändern verdankt ihre Entstehung der letzten Eiszeit. Ein Bergwanderweg führt durch das Urwaldgebiet. Durch eine enge, eingeschnittene Schlucht strömt der Große Höllbach zwischen teilweise haushohen Felsen aus Gneis. An der nördlichen Grenze des Gebietes stürzt er sich als Wasserfall in die Tiefe. Der Westen des Areals wird vom Großen Falkenstein überragt.

## Flora und Fauna
An den Abhängen findet man an Baumarten Bergahorn, Gemeine Fichte, Rotbuche, Weißtanne und Bergulme. Der Unterwuchs besteht unter anderem aus seltenen Pflanzen wie Gebirgs-Frauenfarn, Siebenstern, Sonnentau, Türkenbund und Ungarischem Enzian. Auf den Felsen wächst die extrem seltene Schwefelflechte. An Vogelvorkommen ist das Gebiet mit nur 36 Arten bei geringer Individuenzahl relativ arm, wofür besonders der Bachlauf mit der durchströmenden Kaltluft verantwortlich ist.

## Wanderweg
Ein Wanderweg führt durch die Schlucht zum Gipfel des Großen Falkensteins. Der wildromantische Weg ist nur geübten und ausdauernden Wanderern zu empfehlen, da er sehr steil ist, zum Teil über Steine den Bach überquert und manchmal auch umgestürzte Bäume zu überwinden sind. In jedem Fall ist Trittsicherheit und festes Schuhwerk erforderlich. Der Aufstieg dauert von der Höllbachschwelle etwa 1,5 Stunden. Der Weg durch die Schlucht wird zum Schutz von brütenden Wanderfalken von Februar bis Juni gesperrt, die Umleitung führt über den Sulzschachten.

## Naturschutzgebiet
Schon um 1860 wurde auf Anregung von Naturfreunden verfügt, dass das schwer zugängliche Gebiet von der forstlichen Nutzung verschont bleiben soll. So blieb der damals noch urwaldartige Charakter bis heute erhalten. Das Naturschutzgebiet Höllbachgspreng wurde durch VA. der Regierung von Niederbayern und der Oberpfalz vom 17. Januar 1941, Reg.Anz. Ausg. 26/28 geschaffen. Es hatte eine Größe von 51,3 ha. Seit der Nationalpark-Erweiterung von 1997 gehört es zum Nationalpark Bayerischer Wald. Dementsprechend gilt ein ganzjähriges Kletterverbot an den Felsen des Höllbachgsprengs.